# Каролінська плита

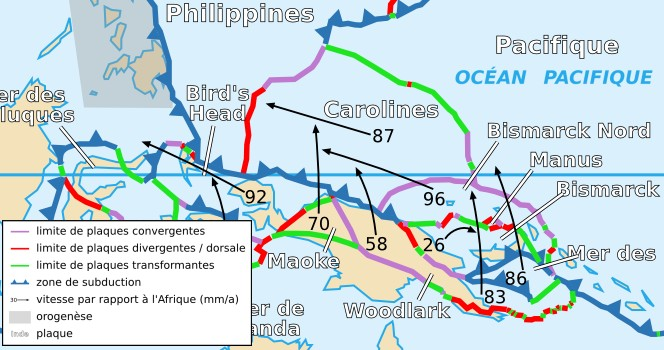
Каролінська плита на мапі

Каролінська плита — океанська тектонічна плита, що лежить біля екватору в західній частині Тихого океану. Має площу 0,03765 стерадіан. Зазвичай асоціюється з Тихоокеанською плитою.
Її оточує плити:Тихоокеанська плита на півночі і сході — по межі має трансформаційний розлом, Філіппінська плита на заході — по межі має конвергентну границю переходячий у рифт й Індо-Австралійська плита на півдні, а також Північнобісмаркська плита, 
Зона субдукції є межею з плитою Голова Птаха і Вудларк на півдні.
Дослідження свідчать, що Каролінська плита має обертання проти годинникової стрілки щодо Філіппінської плити. Проте, історія морського дна і взаємодія Каролінської плити з сусідніми плитами, добре не вивчені.
Останніми роками, вчені з Кореї виявили такі особливості Каролінської плити: уздовж західного краю Каролінської плити, в зоні субдукції, де вона вступає в контакт з Філіппінською плитою, проходить раптова зміна від хребта (Аю), до глибоких жолобів (Палау та Яп у північному напрямку).
Другий випадок переходу в зоні субдукції може спостерігатися уздовж північних і східних країв Каролінської плити. На відміну від першого випадку, перехід поступовий в цьому випадку. У північній частині Каролінської плити, жолоб Сорол ділить Каролінський хребет на дві частини. 